# Un paio di scarpe
Un paio di scarpe è un dipinto a olio su tela (37,5x45,5 cm) realizzato nel 1886 dal pittore Vincent van Gogh. È conservato nel Van Gogh Museum di Amsterdam.
Picasso, prendendo spunto da questa e da altre opere di analogo soggetto, dirà che «van Gogh è immenso perché capace di nobilitare col suo pennello anche un paio di vecchie scarpe».

## L'analisi di Heidegger
Questo dipinto è stato preso come esempio da Martin Heidegger nel suo saggio L'origine dell'opera d'arte; in seguito, in relazione al senso con cui Heidegger intese il soggetto dipinto da van Gogh, sorse una vivace polemica con lo storico dell'arte ed esperto dell'opera di van Gogh, Meyer Schapiro. Successivamente, anche il filosofo francese Jacques Derrida prese posizione contro le tesi elaborate da Heidegger.
Il saggio di Heidegger, pubblicato nel 1950, è l'elaborazione di una conferenza tenuta a Friburgo nel 1935. La premessa generale formulata dal filosofo tedesco è che nell'origine di una qualsiasi opera d'arte consiste la sua essenza, essendo l'essenza «ciò da cui e per cui una cosa è ciò che è ed è come è». Secondo Heidegger, ne deriva che è l'artista stesso l'origine dell'opera, ma nello stesso tempo anche «l'opera è origine dell'artista», nella misura in cui il pittore, dando origine a un'opera d'arte, diviene egli stesso un artista.
A questo punto, sembra che la comune origine, sia dell'artista che dell'opera d'arte, sia l'«arte». Il problema è definire l'arte, individuare la sua essenza. Ricavare deduttivamente il concetto di arte significherebbe ammettere che esso esiste indipendentemente e precedentemente le opere d'arte stesse e, al contrario, ricavare induttivamente dall'analisi di concrete opere d'arte il concetto di arte, significherebbe ammettere che determinate opere sono «artistiche», riconoscendo perciò di possedere già quel concetto di arte che pure si cerca di definire. È allora necessario partire dall'analisi di una precisa opera, per verificare la presenza in essa dell'elemento «arte».
Qualunque opera è innanzi tutto una «cosa». La cosa, nella tradizione filosofica occidentale, è una sostanza - hypostasis o substantia - specificata da una serie di accidenti, che viene percepita come aistheton, oggetto sensibile, ed eidos, unione di materia, hyle, e forma, morphé. Se è vero che qualunque cosa ha una materia e una forma non necessariamente modellata dalla mano dell'uomo, vi sono però anche cose che esistono nella forma che l'attività umana le ha dato: sono le cose prodotte dall'uomo per un suo particolare scopo, che perciò Heidegger chiama le «cose-mezzo». Esattamente come ogni cosa ha un suo «esser-cosa», ciascun «mezzo» ha un suo «esser-mezzo» e ciascuna opera un «esser-opera»: riuscendo a definire il «mezzo» si potrebbe riuscire a risalire alla corretta definizione di «opera» e di qui a quella di «opera d'arte».
A questo scopo, Heidegger prende ad esempio un particolare mezzo:
L'«esser-mezzo» di questo «mezzo», l'essenza delle scarpe, secondo Heidegger, non consiste tanto nel suo valore d'uso, nella possibilità che esse offrono di far camminare meglio e di proteggere i piedi del suo proprietario dalle asperità della terra, ma più precisamente nella «fidatezza» (Verlässigkeit), nella fiducia che il suo proprietario ripone nella loro funzione di mezzo:
Qui Heidegger intende come la Terra, nel suo perenne movimento, scandisca il tempo nel quale nuovi mondi sorgono e altri tramontano: le opere d'arte, in quanto ci sono state conservate nel tempo, mostrano il mondo nel quale esse sono state prodotte e mostrano se stesse «come «essenti-state». È come essenti-state che ci stanno innanzi nella prospettiva della tradizione e della conservazione. In questa loro significazione, gli autori delle opere d'arte perdono ogni rilievo:

### Le repliche di Meyer Schapiro e di Jacques Derrida
Venuto a conoscenza dello scritto di Heidegger, ed esaminate le otto paia di scarpe dipinte in carriera da van Gogh - e in particolare il dipinto del Museo Van Gogh segnalatogli dallo stesso filosofo tedesco - lo storico dell'arte americano Schapiro replicò nel 1968 osservando che quelle non erano scarpe da contadino, bensì le «scarpe dell'artista, tipiche di un uomo che allora viveva in città». Ma anche se Van Gogh avesse voluto rappresentare effettivamente delle scarpe da contadino, egli avrebbe finito per trasformare quelle scarpe in una sorta di parziale autoritratto:
La posizione di Schapiro è opposta a quella di Heidegger: nell'opera d'arte si realizza in pieno la soggettività dell'artista e il soggetto del dipinto finisce con essere la manifestazione della personalità dell'artista.
Nel 1978 fu pubblicato lo scritto di Jacques Derrida La verità in pittura, nel quale il filosofo francese valutava le posizioni di Heidegger e Schapiro. In fondo, osserva ironicamente, ciascuno dei contendenti, attribuendo le scarpe a una contadina l'uno e a van Gogh l'altro, intende appropriarsene per se stesso: Schapiro, rivendicando la propria competenenza dei fatti pittorici e Heidegger, sottintendendo la propria capacità di interpretare - in virtù della propria cultura filosofica - fatti che hanno origine in un mondo prossimo a quello, arcaico, della sua Svevia, nel quale egli si sentiva profondamente radicato. Naturalmente, il testo di Heidegger non intendeva essere un saggio di critica artistica, ma il difetto - lo «sproloquio», secondo l'espressione di Derrida - dell'analisi di Heidegger, si rivela proprio quando, volendo negare, per la reale comprensione dell'essere dell'opera, ogni riferimento al creatore del dipinto, egli è costretto ad attribuire comunque un proprietario - in questo caso, una contadina - a quelle scarpe, reintroducendo un soggetto che compromette la comprensione oggettiva di quell'«esser-mezzo»:

## Altri dipinti dello stesso soggetto

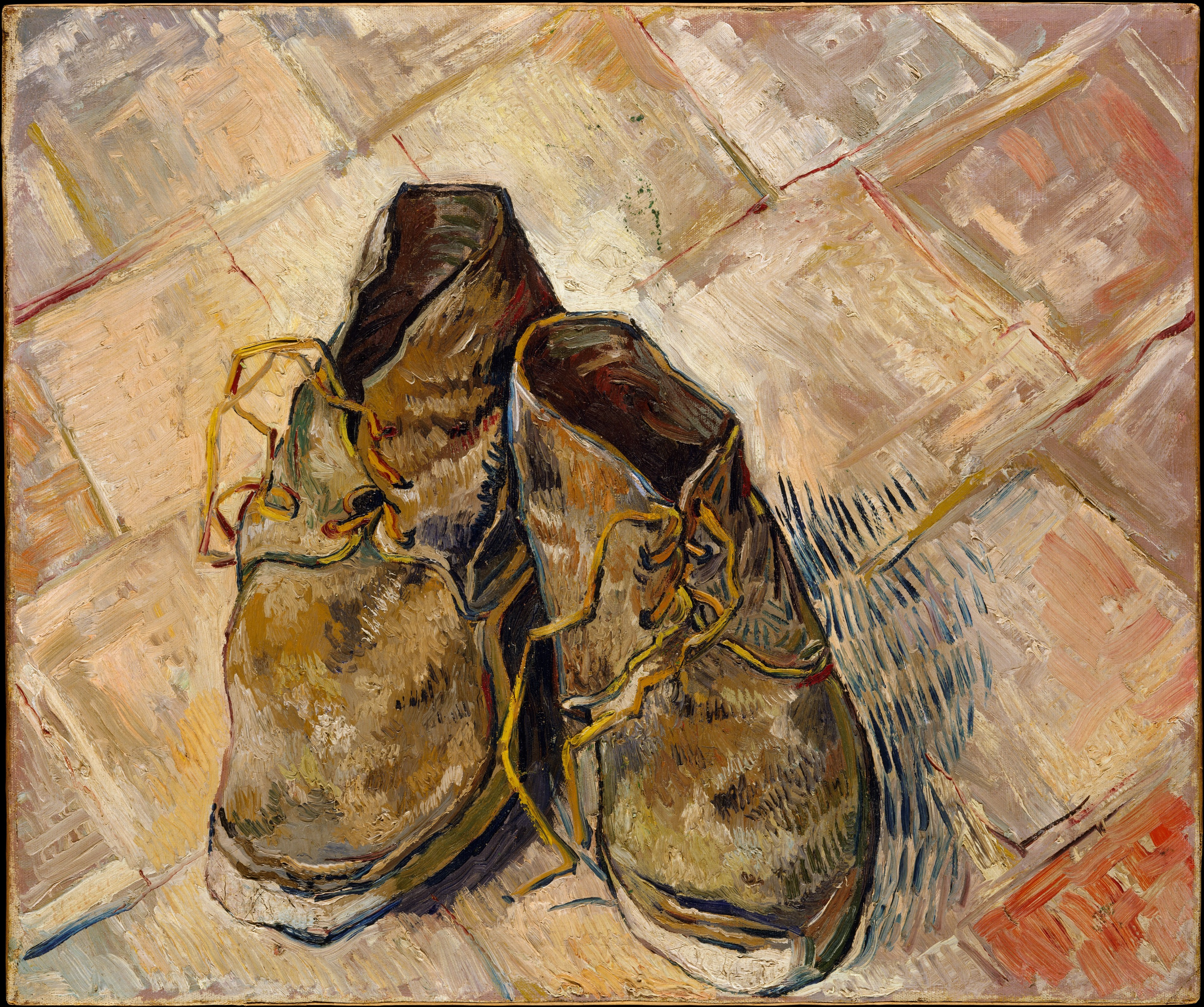
Scarpe, 1888, Metropolitan Museum of Art, New York
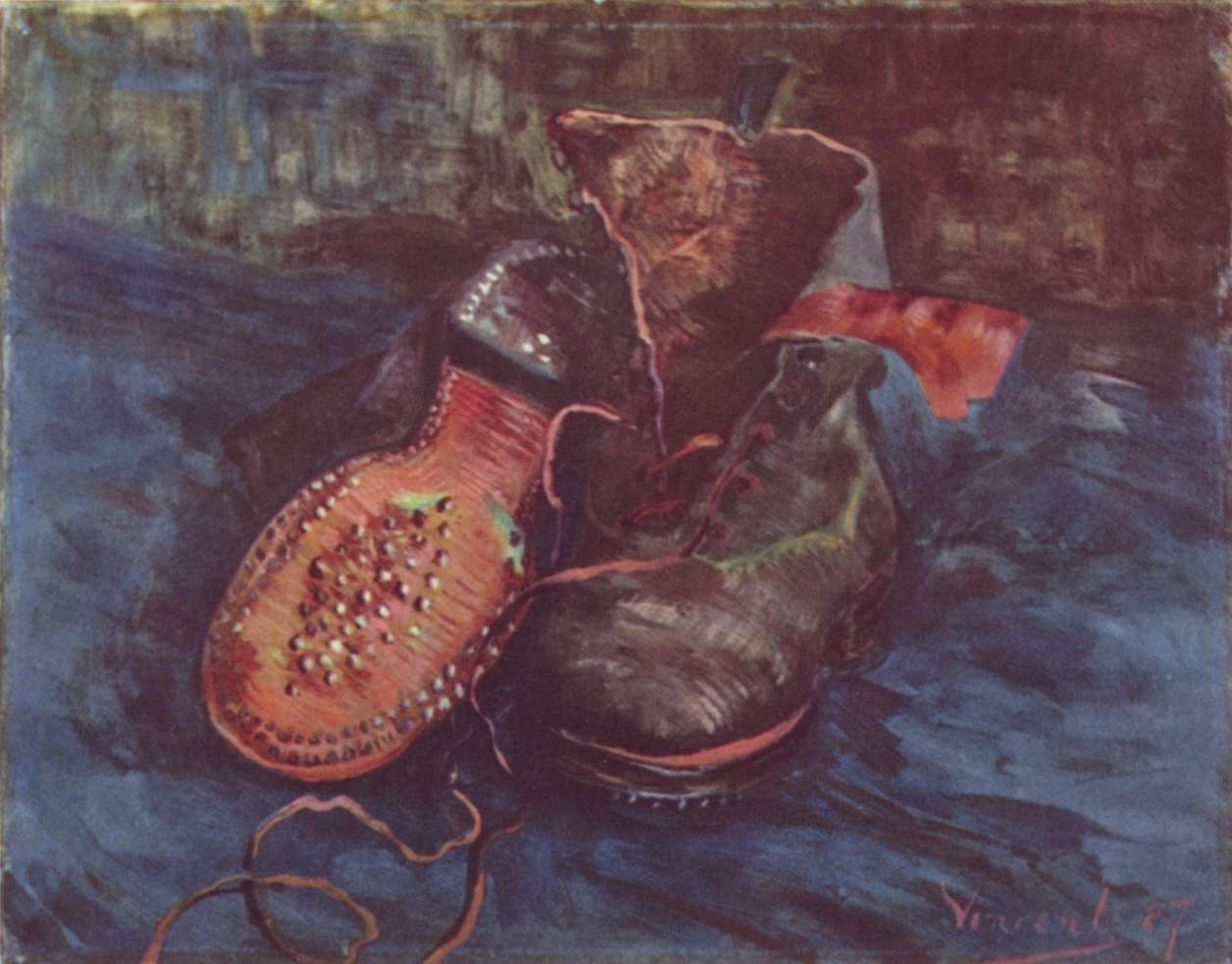
Un paio di scarpe, 1887, Museum of Art, Baltimora
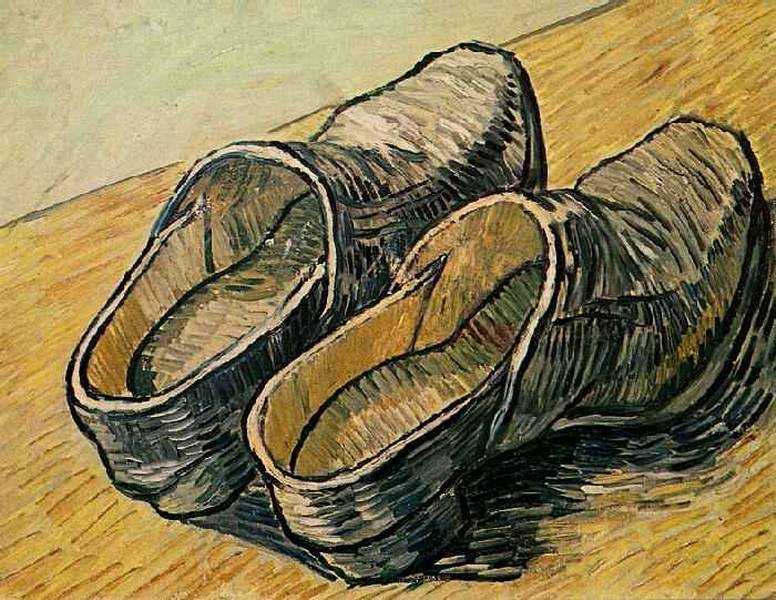
Zoccoli, 1888, Van Gogh Museum, Amsterdam